# Nahr el-Barouk
Der Nahr El Barouk (arabisch نهر الباروك, DMG Nahr al-Bārūk, dt. Fluss Barouk) ist ein Fluss im Libanon. Er entspringt in einer Grotte am Berg Barouk im Libanon, im Verwaltungsdistrikt Chouf. Er ist einer der beiden Quellflüsse des Nahr al-Awali und wird daher in manchen Karten auch so bezeichnet.

## Name
Es gibt eine ganze Reihe von Schreibweisen: Nahr Baruh, Nahr al Baruk, Nahr al Bārūk, Ouadi el Baarouk, Ouadi el Barouk, Ouâdi el Baârouk, Ouâdi el Bâroûk.

## Verlauf
Der Barouk verläuft ziemlich stetig von Nordwesten nach Südosten. Das tief eingeschnittene Tal ist vor allem zwischen Ain Wou Zain (عين و زين) und Boutmeh (بطمة) noch dicht bewaldet. Bei Moukhtara (مختارة) öffnet sich das Tal und vereinigt sich mit dem Tal des Nahr Aray, der dort von Osten her zufließt. Dort gibt es einen weiteren (offenbar nur saisonal Wasser führenden) Zufluss von Westen von Jdeidet El Chouf (جديدة الشوف) her.